# Natalie Vértiz
Natalie Vértiz  (Hollywood, Florida, 29 de septiembre de 1991) es una modelo, empresaria y presentadora de televisión peruanoestadounidense. Fue la ganadora del certamen de belleza Miss Perú 2011.
Inició su carrera en el modelaje a inicios de los 2010.
En el ámbito televisivo, es la conductora del magacín de prensa rosa peruano Estás en todas de la cadena América Televisión desde el año 2020, además de su anterior participación en el reality show Esto es guerra y el remake Pequeños gigantes también del mismo canal.
En el ámbito empresarial, dirige una escuela de modelaje.

## Biografía

### Primeros años
Natalie Diane Vértiz González nació el 29 de septiembre de 1991 en Hollywood, estado de Florida, Estados Unidos. Es la segunda hija de la exreina de belleza Patricia González y Alberto Vértiz, ambos de nacionalidad peruana.[cita requerida]
Tras mudarse a Lima, capital del Perú, estudió en el Colegio Reina de los Ángeles y luego de culminar sus estudios en el dicho centro educativo, se instala en la ciudad de Pompano Beach, donde vivió hasta cumplir los 19 años.

### Carrera como reina de belleza
Tras ser convocada, Vértiz participa en el Miss Perú Universo 2011 como representante de USA Perú (comunidad peruana en los Estados Unidos). Natalie representa al Perú en el Miss Universo 2011, transmitido el 12 de septiembre de 2011 en São Paulo. Su actuación en el certamen tiene críticas negativas, incluido el sitio web Missosology.org que la califica como la más fotogénica de las representantes. No obstante, no clasifica.

### Carrera televisiva
A lo paralelo con su carrera en el modelaje, en 2010, se incursiona por primera vez en la televisión con el reality show Model Latina y en el programa Nuestra Belleza Latina.
Tras su participación en el Miss Universo, regresó al Perú y se sumó a la adaptación local de La ruleta de la suerte por la televisora Frecuencia Latina.
En el 2012, firma contrato con la televisora América Televisión para unirse al reality show Esto es guerra, cuya sinopsis es de competencias y escándalos en la farándula peruana.
En mayo de 2014, conduce el backstage del programa concurso infantil Pequeños gigantes 2 y en junio del mismo año conduce en el bloque América espectáculos, donde se mantiene hasta el 2019. Posteriormente, participa como animadora del programa concurso Apuesto por ti al lado de Bruno Pinasco.
Entre julio y agosto de 2019, concursa en el reality de baile Reinas del show, donde obtiene el tercer lugar tras seis semanas de competencia.
En el 2020, es presentada como la nueva conductora del magacín televisivo, noticias de la farándula peruana y chicha Estás en todas en reemplazo de la exestrella de telerrealidad Sheyla Rojas, rol donde se mantiene en la actualidad y comparte la conducción junto al presentador de televisión Jaime «Choca» Mandros.

### Otras participaciones
Vértiz tuvo unas participaciones esporádicas en las películas Calichín en 2016, donde interpreta a sí misma y Once machos 2 como Natalia, en el año 2019. Además tuvo un rol recurrente en la teleserie cómica De vuelta al barrio con el rol de la Dra. Mónica Vértiz.
En 2020, participó en la serie televisiva Los Vílchez 2 como «Mimí» y en Al fondo hay sitio en el papel recurrente de la miss Estefanía, quién sería la profesora de Richard Junior Wilkinson, en el 2022.

## Vida personal
Entre los años 2012 y 2013 fue pareja del actor y modelo Gino Pesaressi.
El 11 de julio de 2015, Vértiz contrajo matrimonio con el actor y presentador de televisión Jacobo «Yaco» Eskenazi, con quien tiene 2 hijos de su relación: Liam Eskenazi (nacido en 2014) y Leo Eskenazi (en 2021). La boda fue televisada en vivo y transmitida por el canal América Televisión, en compañía de amigos y familiares cercanos a ella.

## Filmografía

### Cine
| Año  | Título        | Personaje  | Notas                  | Ref. |
| ---- | ------------- | ---------- | ---------------------- | ---- |
| 2016 | Calichín      | Ella misma | Participación especial |      |
| 2019 | Once machos 2 | Natalia    | Rol principal          |      |

### Televisión

#### Programas
| Año           | Título                                 | Rol                   | Notas                            | Ref. |
| ------------- | -------------------------------------- | --------------------- | -------------------------------- | ---- |
| 2011          | La ruleta de la suerte                 | Presentadora          |                                  |      |
| 2012-2015     | Esto es guerra                         | Participante          | Equipo de los Leones             |      |
| 2013-2014     | Pequeños gigantes                      | Presentadora          | Segmento backstage               |      |
| 2014          | Gigante de gigantes                    | Presentadora          | Segmento backstage               |      |
| 2014          | Fase final                             | Participante          | Equipo de los Leones             |      |
| 2014          | Gisela, el gran show                   | Concursante invitada  | Secuencia Mi hombre puede        |      |
| 2014          | Gisela, el gran show                   | Concursante invitada  | Ganadora (junto a Yaco Eskenazi) |      |
| 2015-2019     | América noticias: edición del mediodía | Presentadora          |                                  |      |
| 2015-2019     | América noticias: primera edición      | Presentadora          |                                  |      |
| 2015-2019     | América noticias: edición central      | Presentadora          |                                  |      |
| 2015-2019     | América noticias: edición sabatina     | Presentadora          |                                  |      |
| 2015-2019     | Espectáculos en América                | Copresentadora        |                                  |      |
| 2015          | Apuesto por ti                         | Animadora             |                                  |      |
| 2015          | La boda del año                        | Ella misma            |                                  |      |
| 2017          | Una sola fuerza                        | Presentadora          |                                  |      |
| 2019          | Reinas del show                        | Concursante           | Tercer puesto                    |      |
| 2018          | Gisela busca... el amor                | Invitada              |                                  |      |
| 2018          | El artista del año                     | Jueza invitada        | Segunda temporada                |      |
| 2020-presente | Estás en todas                         | Presentadora          |                                  |      |
| 2022          | + Espectáculos: Edición del mediodía   | Copresentadora        |                                  |      |
| 2022          | Esto es guerra                         | Presentadora invitada |                                  |      |
| 2022          | Américlub                              | Ella misma            |                                  |      |

#### Series y telenovelas
| Año  | Título                | Personaje            | Notas                    | Ref.   |
| ---- | --------------------- | -------------------- | ------------------------ | ------ |
| 2019 | De vuelta al barrio   | Dra. Mónica Vértiz   | Rol recurrente           |        |
| 2020 | Once machos: la serie | Natalia              | Rol principal            |        |
| 2020 | Los Vílchez 2         | Mimí Sánchez Huamani | Rol recurrente           |        |
| 2022 | Al fondo hay sitio    | Estefanía «Estefy»   | Rol recurrente           | [ 25 ] |
| 2022 | Al fondo hay sitio    | Gemela de Estefanía  | Rol de invitada especial | [ 26 ] |

## Eventos

### Certámenes de belleza
- Nuestra Belleza Latina 2010 (2010) como postulante.
- Model Latina: Season 3 (2010) como concursante.
- Miss Perú USA 2011 (2011) como postulante.
- Miss Perú 2011 (2011) como postulante.
- Miss Universo 2011 (2011) como postulante.
- Miss Perú 2023 (2023) como jurado.[27]

### Otros
- VBQ: Todo por la fama (Avant premiere) (2017) como animadora.
- Festival de Cannes 2022 (2022) como invitada.

## Distinciones

### Certámenes de belleza
- Miss Perú USA 2011
- Miss Perú Universo 2011

### Otros
- «La más fotogénica del mundo» 2011

| Predecesor: Giuliana Zevallos Loreto | Miss Universo Perú 2011 | Sucesor: Nicole Faverón Loreto |

## Premios y nominaciones
| Año  | Premio                      | Categoría                                   | Trabajo | Resultado | Ref. |
| ---- | --------------------------- | ------------------------------------------- | ------- | --------- | ---- |
| 2021 | Premios de En boca de todos | Familia de portada 2021 (con Yaco Eskenazi) | _       | Ganadora  |      |